# Holycross
Holycross är en ort i republiken Irland.   Den ligger i provinsen Munster, i den centrala delen av landet, 130 km sydväst om huvudstaden Dublin. Holycross ligger 91 meter över havet och antalet invånare är 714.
Terrängen runt Holycross är platt. Runt Holycross är det glesbefolkat, med 17 invånare per kvadratkilometer. Närmaste större samhälle är Thurles, 6,2 km nordost om Holycross. Trakten runt Holycross består i huvudsak av gräsmarker.